# Jadowniki (Brzesko)
Jadowniki ist eine Ortschaft im Powiat Brzesko in der Woiwodschaft Kleinpolen in Polen. Jadowniki gehört zur Stadt-und-Land-Gemeinde Brzesko. Die Bevölkerung beträgt etwa 5014 Einwohner.

## Geographische Lage
Jadowniki liegt etwa 3 km östlich von Brzesko und 55 km östlich von Krakau. Zur Autobahn 4 (Europastraße 40) im Norden sind es 1 km.

## Geschichte
Eine erste geschichtliche Erwähnung erfuhr der Ort in der Chronik von Wielkopolska Godzisława Baszki in den Jahren 1195–1196, als die Mönche des Benediktinerklosters von Hebdowa die Weichsel für den Transport des Zehnten nutzten. Im 13. Jahrhundert war das Dorf eine bedeutende Siedlung, da es auf der Strecke von Krakau nach Rus lag. In den Jahren 1249–1272 gab es im Dorf eine Kirche. Nach dem Magdeburger Recht erhielt Jadowniki im Jahre 1357 von König Kazimierz dem Großen das Recht auf eine Kirche, eine Mühle und ein Gasthaus. 1975–1998 gehörte Jadowniki zur Woiwodschaft Tarnów.